# Политическая социализация
Политическая социализация — процесс усвоения индивидом политических знаний, норм и ценностей политической культуры, способствующих формированию у него необходимых качеств для адаптации к данной политической системе и выполнению в ней определенных функций и ролей. Другими словами, политическая социализация сводится к усвоению политических ценностей и норм, необходимых для адаптации в сложившейся политической системе и выполнения различных видов политической деятельности. Политическая социализация является одним из направлений общего процесса социализации индивидов. Основными агентами политической социализации выступают такие социальные институты, как образование, средства массовой информации, семья и другие. Большую роль в процессе политической социализации в современном обществе выполняют политологи и политология, как научная и образовательная дисциплина.
Сам термин «политическая социализация» был впервые введён в 1959 году американским ученым Г. Хэйменом.
Основные направления, по которым развивалась теория политической социализации в этот период, можно определить следующим образом: это, во-первых, анализ процесса политической социализации, во-вторых, изучение «агентов», влияющих на процесс социализации, и в-третьих, исследование продукта, который получается на «выходе» процесса политической социализации, то есть, политическое сознание, политические представления, ориентации, установки.
Процесс политической социализации, в рамках бихевиоралистской парадигмы, преобладавшей в политической науке в тот период, интерпретировался как воздействие политической среды на личность путём передачи определенных моделей поведения через систему организованных общественных институтов и ценностей. При этом социализируемые индивиды или группы являются пассивными объектами социализации, а сам процесс социализации предполагает «вертикальные» отношения между социализирующими и социализируемыми. Процесс политической социализации рассматривался как стадиальный, в частности, в нём выделялась латентная стадия (т. е. процесс неполитического научения, впоследствии влияющий на политическое поведение индивида) и стадия прямой политической социализации (процесс ретрансляции собственно политических ценностей и информации).
Среди агентов социализации на начальном этапе развития теории наибольшее внимание исследователей было уделено двум – семье и группе сверстников. Многие учёные, занимавшиеся в 60—70-е годы проблемой политической социализации, придерживались тезиса, что семья индивида является главным социализирующим агентом на этапе латентной политической социализации.
На фоне политических перемен, произошедших в мире в конце XX века, изменились и теоретические подходы к определению политической социализации. Так, в последние десятилетия прошлого века социализация теряет свой «вертикальный» характер в связи с тем, что в традиционных обществах появляются черты модернизации. Например, одной из таких черт становится снижение роли авторитета возраста — более старший возраст родителей, учителей и т. д. не становится основанием для уважения и подражания; то же самое происходит и в отношении родства — роль родственных связей снижается. Кроме того, социализационный процесс идёт не только в «одну сторону» — от социализирующих агентов к социализируемым, от старшего поколения к младшему — но и наоборот — сейчас есть данные[откуда?] о том, что молодые люди ретранслируют свои собственные политические ориентации родителям.
Теоретическим ответом на запросы изменившейся социальной и политической реальности стала предложенная в 1986 году Ричардом Мерелманом  принципиально новая модель механизма усвоения и ретрансляции политических ценностей и установок. Согласно его идее «горизонтальной» (lateral) политической социализации, этот процесс представляет собой непрерывный выбор из широкого числа возможных и конкурирующих между собой образов мира и моделей поведения, количество которых постоянно увеличивается в результате взаимоотношений между “равными” участниками процесса социализации на “горизонтальном” уровне. В “горизонтальной” социализации отношения между объектом и агентами социализации добровольные, равные и временные. Личность социализируемого объекта становится центром модели, в отличие от модели “вертикальной” социализации, где личность оказывалась своеобразным “концом” цепочки влияний.
Филипп Васбурн  считает, что эти модели политической социализации следует рассматривать не как отдельные и противостоящие друг другу концепции, а как взаимодополняющие подходы. Он предлагает следующую модель процесса политической социализации: стадии жизненного цикла, на которой находится индивид (детство, подростковый возраст, юношество, зрелость и старость), и агенты социализации (семья, в которой воспитывался индивид, школа, церковь, СМИ, семья самого индивида, его работа и политический опыт) представляют собой интерактивные системы. Между агентами социализации существуют комплексные взаимоотношения на всех стадиях жизненного цикла, и относительная значимость каждого из агентов социализации может варьироваться от одного периода жизненного цикла до другого. Политические ориентации индивида в любой точке жизненного цикла определяются личными природными особенностями, периодом жизненного цикла, который переживает человек, его предыдущим опытом социализации, а также тем положением, которое он занимает в социальной структуре.
Этапы политической социализации:
1. Первичная политическая социализация. Освоение индивидом норм, ценностей, формирование гражданских качеств, начинается в возрасте 3-5 лет и заканчивается примерно в возрасте совершеннолетия;
2. Вторичная политическая социализация. Отличается самостоятельным характером выбора культурных ценностей и освоением различных форм участия в политической жизни общества.

С точки зрения Ф. Н. Ильясова , политическая социализация – «это процесс включения индивида в систему властных отношений и структур. Этот процесс имеет следующие составляющие: 1) интернализация социальных норм, регулирующих властные отношения; 2) социально-политическая ориентация, первичное запечатление (импринтинг) образа вождя; 3) выбор «своей» социальной группы и политической позиции; 4) вхождение в «свою» социально-политическую группу; 5) усвоение определённых политических функций, реализация политического поведения».